# Gottfried Gabriel
Gottfried Gabriel (* 4. Oktober 1943 in Kulm a. d. Weichsel) ist ein deutscher Philosoph.

## Leben
Gabriel studierte Philosophie, Germanistik und Allgemeine Sprachwissenschaft an den Universitäten Münster und Konstanz, wo er 1972 promoviert wurde. 
Von 1967 bis 1992 lehrte Gabriel an der Universität Konstanz, ab 1982 als außerplanmäßiger Professor. 1986 bis 1988 war er Gastprofessor an der Universität Campinas in Brasilien. 
1992 bis 1995 bekleidete er eine Professur an der Ruhr-Universität Bochum. Von 1995 bis 2009 hatte er den Lehrstuhl für Logik und Wissenschaftstheorie an der Friedrich-Schiller-Universität in Jena inne. 
Gabriel ist nach Joachim Ritter und Karlfried Gründer Hauptherausgeber des inzwischen abgeschlossenen Historischen Wörterbuchs der Philosophie. Gemeinsam mit Rüdiger Zymner gibt er außerdem die Reihe Explicatio. Analytische Studien zur Literatur und Literaturwissenschaft heraus.

## Schwerpunkte
Gabriels Forschungsschwerpunkte liegen in der Erkenntnistheorie, Logik, Sprachphilosophie und Ästhetik. Sein Hauptinteresse gilt der Begründung eines pluralistischen Erkenntnisbegriffs. Danach gibt es unterschiedliche Erkenntnisformen, die von präziser logischer Argumentation in den Wissenschaften bis hin zu prägnanter ästhetischer Vergegenwärtigung in Literatur und Kunst reichen und einander zu einer umfassenden Weltorientierung ergänzen.

## Schriften (Auswahl)
- Grundprobleme der Philosophie in geschichtlicher Entwicklung, Paderborn 2024.
- Kant: Eine kurze Einführung in das Gesamtwerk, Paderborn 2022.
- Präzision und Prägnanz. Logische, rhetorische, ästhetische und literarische Erkenntnisformen, Paderborn 2019.
- Frege und die kontinentalen Ursprünge der analytischen Philosophie (gemeinsam mit Sven Schlotter), Münster 2017.
- Erkenntnis, Berlin/Boston 2015.
- Einführung in die Logik. Kurzes Lehrbuch mit Übungsaufgaben und Musterlösungen, Jena 2007, 4. Aufl. 2013.
- Ästhetik und Rhetorik des Geldes, Stuttgart–Bad Cannstatt 2002.
- Logik und Rhetorik der Erkenntnis. Zum Verhältnis von wissenschaftlicher und ästhetischer Weltauffassung, Münster 1997, 2. Aufl. 2013.
- Grundprobleme der Erkenntnistheorie. Von Descartes zu Wittgenstein, Paderborn 1993, 4. Aufl. 2019.
- Zwischen Logik und Literatur. Erkenntnisformen von Dichtung, Philosophie und Wissenschaft, Stuttgart 1991.
- Fiktion und Wahrheit. Eine semantische Theorie der Literatur, Stuttgart–Bad Cannstatt 1975, 2. Aufl. 2019.
- Definitionen und Interessen. Über die praktischen Grundlagen der Definitionstheorie, Stuttgart–Bad Cannstatt 1972.